# دولنی پوهلد
دولنی پوهلد (به چکی: Dolní Pohleď) یک منطقهٔ مسکونی در جمهوری چک است که در ناحیه کوتنا هورا واقع شده‌است.